# 不幸な子供
『不幸な子供』（ふこうなこども、英: Hapless Child）は、絵本作家のエドワード・ゴーリーによるアメリカの大人向け絵本。1961年刊行。日本では柴田元幸の訳により2001年に発行され、日本図書館協会選定図書、全国学校図書館協議会選定図書に選定されている。

## 概要
ゴーリーの8冊目の絵本であり、当時のゴーリーはさほど名声を得ていなかったものの、発行当時はゴーリーの作品の中でも最も売れ行きを示した作品である。
主人公がことごとく不幸に見舞われるという、アメリカの児童文学『小公女』を髣髴とさせる物語であり、「ゴーリー版小公女」ともいわれるが、実際に本作品のモデルとなったのはフランス映画『パリの子供 (L'enfant de Paris)』とされる。『小公女』と『パリの子供』の共通点は、不幸のどん底に陥った主人公が最終的には善人に救われるという展開であり、特に『パリの子供』は寄宿舎から無頼漢へといった主人公の経緯が本作と共通しているが、最終的に主人公が救われるという、ヴィクトリア朝時代の物語に多く見られる定型が、本作では無情に覆されていることが大きな特徴である。
あまりの不幸の連続に、読者は最終的には主人公がどこかで助かることを想像せずにはいられないが、結局は不幸のままで物語が終わっており、不幸の連鎖と救いようのない主人公を徹底的に描いた無類の傑作との評価もある。実際に本作を読んだ読者からも、非常に暗い物語にもかかわらず、前述の『小公女』のようにハッピーエンドに終わらず、現実的に暗いままで物語が終わることを評価する声が多い。日本の絵本作家・荒井良二は、読むうちに様々なことを想像できる作品として、本作品を強く推している。日本の大阪狭山市立図書館では、2010年に「泣ける本」として推薦された40作品の中に本作の名が挙げられている。
またゴーリーの作品の挿絵は、細い線を多用した暗い背景がトレードマークといえるが、本作では主人公の暗い運命の暗示のごとく、その特徴的な絵が一際強調されており、ゴーリーがこの画の描写に力を使い果たしたために本作の製作が4年間も中断されたという説すらある。さらにどの背景画にも小さな怪物の姿が描かれており、これが悲劇的な雰囲気に一役買っていることも特徴的である。
本作はゴーリーが大学時代の友人の女性に捧げた作品とされる。その女性は32歳の若さで他界しており、その点が本作の主人公と共通しているといえなくもないが、性格は本作の主人公とはうってかわって奔放であったようで、ゴーリーが本作を捧げた理由は、ゴーリーが他界した現在では知る由もない。

## ストーリー
主人公の少女シャーロット・ソフィアは、裕福で優しい両親のもとで暮していた。しかしある日、父が仕事先の海外で死んだと知らされ、母もやつれて死んでしまう。さらに唯一の親族であった叔父も、事故死してしまう。
孤独の身となったシャーロットは寄宿学校に入れられるが、冤罪や虐めによる苦痛の日々が続き、耐え切れなくなってついに学校から逃亡する。そして町角で倒れたところを誘拐され、ならず者の男に売り飛ばされ、内職をさせられる。暗い部屋と粗末な食事での生活を強いられたシャーロットは、次第に視力が衰えてゆく。
やがてシャーロットの父が帰国し、車で町中を駆け回って娘を捜し始める。父の死は誤報だったのである。一方でシャーロットは、男が精神に異常を来した隙を突いて町へ逃げ出すが、すでにほとんど盲目となっていたため、道路へ飛び出して車にひかれてしまう。
その車を運転していたのは、父であった。瀕死のシャーロットに父が駆け寄るが、あまりに変わり果てた姿に、我が娘とは気づかない。ボロボロのシャーロットを父が抱き上げる場面で、物語は幕を閉じる。

## 関連作品
1975年にはアメリカで音楽作品としてアルバムが製作された。ゴーリーの他作品『うろんな客』や本作など、計6作の絵本を音楽化した企画作品である。ボーカルはロバート・ワイアット、演奏はジャック・ディジョネットらが担当し、演劇的かつドラマチックな音楽作品に仕上げられている。
2004年には日本の人形劇団・ひとみ座で、ゴーリーの作品『優雅に叱責する自転車』とともに人形劇『バイセクル the bicycle』として上演された。